# Simon Corlin
 Der er flere personer med dette navn, se Simon Jensen (flertydig).
Simon Nikolaj Corlin Jensen (født 28. maj 1976 i Rønne) en dansk atlet som er medlem af Sparta Atletik (2002-) tidligere i Københavns IF (2000-2001) og Viking Rønne (-1997). Simon havde derudover også en af hovedrollerne i TV-serien hverdagens helte på kanal 5.

## Internationale ungdomsmesterskaber
- 1993 Ungdoms-OL Kuglestød nummer 18 14.72 (5 kg)

## Danske mesterskaber
- Guld 2007 Hammerkast 64,60
- Guld 2007 Vægtkast 18,73
- Sølv 2006 Vægtkast 18,26
- Bronze 2006 Hammerkast 57,90
- Bronze 2004 Hammerkast 64,15
- Bronze 2004 Vægtkast 18,45
- Guld 2003 Vægtkast 18,96
- Sølv 2003 Kastefemkamp 3969
- Bronze 2003 Hammerkast 63,07
- Guld 2002 Vægtkast 19,78
- Bronze 2002 Hammerkast 61,73
- Sølv 2001 Kastefemkamp 4029
- Bronze 2001 Hammerkast 62,06
- Bronze 2000 Hammerkast 62,26

## Personlige rekord
- Hammerkast: 65,38 2004
- Diskoskast: 47,90 2003
- Vægtkast: 19,78 2002
- Kastefemkamp: 3969 2003